# Greg Surmacz
Grzegorz Marcin Surmacz, detto Greg (Breslavia, 13 maggio 1985), è un cestista polacco con cittadinanza canadese.